# Sarcofago di Balbino
Il sarcofago di Balbino è un sarcofago in marmo che si suppone sia stato realizzato per Balbino, imperatore romano in carica nel 238 d.C. ed è esposto presso il Museo della Catacomba di Pretestato.
L'opera è stata rinvenuta in frammenti; se ne conserva però anche il coperchio. È uno dei più celebri reperti scoperti presso il complesso della Catacomba di Pretestato sulla via Appia Pignatelli.
Gli studi relativi al sarcofago tendono a focalizzare l’attenzione da una parte sulle caratteristiche stilistiche e interpretative dei rilievi che decorano corpo e coperchio della cassa; dall’altra sull’attribuzione di una precisa identità alla testa-ritratto del personaggio maschile raffigurato al centro della fronte principale, da molti considerata appunto un’effige dell’imperatore Balbino.

## Recupero

### Rinvenimento della cassa
I frammenti appartenenti al sarcofago vennero recuperati, insieme a quelli di numerose altre casse, in un settore della Catacomba di Pretestato chiamato Scala Maggiore. Quel settore era stato intercettato da Giovanni Battista de Rossi tra il 1848 e il 1850, ma era rimasto a lungo scarsamente agibile in quanto ricolmo di terra, con lunghi tratti percorribili solo carponi, alternati a ripidi scoscendimenti.
Le gallerie furono definitivamente liberate dalla terra di riempimento tra il 1907 e 1909, mentre i frammenti dei sarcofagi furono lasciati all'interno accatastati a costituire una sorta di struttura circolare di circa due metri di diametro.
Tra il 1927 e il 1928 questi materiali furono in un primo momento riuniti nell’atrio dell’appena costruito Museo Classico delle Catacombe di Pretestato, in attesa di essere ricomposti. L’edificio fu realizzato sul terreno soprastante gli accessi alle catacombe, rispettando il progetto dell’ingegner Francesco Palombi, il quale, nel dare forma al quadriportico su pilastri che avvolge il cortile centrale, trasse ispirazione dalla struttura di una tipica Domus romana.
Fra i circa 1030 frammenti rinvenuti, i giovani archeologi tedeschi Hans Ulrich von Schoenebeck, Margarete Gütschow e Oscar Thulin, legati all’Istituto archeologico germanico e incaricati della loro catalogazione, individuarono un grande elemento angolare di marmo bianco a grana grossa che conservava un ritratto maschile dietro il quale si poteva riconoscere la testa di Giunone Pronuba. Questo, insieme ai frammenti di una seconda figura femminile, portò alla ricomposizione di una scena del rito nuziale in cui il marito e la moglie si stringono la mano (Dextrarum iunctio). Questa scena si sarebbe poi rivelata il primo nucleo del sarcofago inizialmente detto "dello Sposalizio", e in seguito "di Balbino".
Nel giugno del 1929 i tre studiosi, ottenuta l'autorizzazione da parte della Pontificia commissione di archeologia sacra, poterono iniziare le operazioni di riassemblaggio dei pezzi. In breve constatata l’esistenza di cinque diversi sarcofagi; due di questi, quello “della Caccia” e quello “dello Sposalizio”, furono ricomposti già nell’autunno dello stesso anno.
La prima fase del lavoro degli archeologi tedeschi prevedeva di avvicinare i pezzi più grandi che conservavano figure riconoscibili e che possedevano le stesse caratteristiche formali e materiali, per poi passare alla ricostruzione delle scene scolpite. I frammenti dei sarcofagi più grandi venivano riassemblati intorno a una struttura in mattoni fissandoli a questa con perni o con una miscela di cemento, pozzolana e gesso, utilizzata anche nel riempimento delle lacune.

## Descrizione

### Il corpo del sarcofago
Il corpo del sarcofago presenta una tipica decorazione a fregio continuo, con un rilievo che mette in scena diverse situazioni che hanno per protagonisti i due coniugi destinatari dell’opera. Questo genere di composizioni spezzate in vari episodi è tipico del gusto romano e se ne trova un altro esempio nel cosiddetto sarcofago dei fratelli del Museo Archeologico Nazionale di Napoli. Mostrare lo stesso personaggio coinvolto in attività differenti ha obiettivo di fornire un’immagine sfaccettata delle qualità, dei valori e della condotta di vita dell’effigiato, rendendo il sarcofago molto simile ad una classica iscrizione onoraria.
Il sarcofago vuole dunque esaltare la vita e la posizione sociale dei suoi committenti: all’estremità destra della fronte si colloca una scena di Dextrarum iunctio, momento conclusivo del rito nuziale, in cui la donna, con il capo velato, stringe la destra al personaggio maschile, in tunica e toga sacerdotale. Il tutto si svolge sotto gli occhi di Iuno Pronuba o della personificazione della Concordia, e di un più piccolo personaggio maschile, forse Imeneo o i pueri matrinus et patrinus, rappresentanti dell'abitazione fisica.

### Il fronte centrale
Al centro del rilievo i due coniugi sono rappresentati nel momento solenne di un’offerta sacrificale: l’uomo, accompagnato da Marte e con abiti militari (lorica squamata, paludamentum, cinctorium e calcei), viene incoronato dalla dea Vittoria con una corona d’alloro; la consorte, raffigurata nei panni di Venere e accompagnata da un amorino con lo specchio tra le mani, tiene in mano un lungo scettro. Più a sinistra presiedono all’evento la Virtus e la dea Fortuna con la cornucopia. 
Supponendo che nel personaggio principale possa davvero essere riconosciuto l’imperatore Balbino, la sua incoronazione da parte della divinità alata potrebbe fare riferimento alla vittoria ottenuta su Massimino il Trace, imperatore al potere tra il 235 e il 238 d.C.

### I fianchi
Sul fianco sinistro, scolpito a rilievo più basso, è rappresentato un piccolo corteo di accompagnatrici con offerte e suppellettili, mentre su quello destro sono rappresentati un suonatore di flauto ed una danzatrice.

### Il coperchio
La coppia di defunti ricorre una terza volta sul coperchio, con i due distesi come su di un letto tricliniare e un’espressione dei volti più serena e meditativa.

### Tematiche
Al di là della possibile individuazione di riferimenti ai reali avvenimenti storici che precedettero la realizzazione dell’opera, gli episodi scelti sono inseribili nella categoria definita da molti studiosi scene di “vita humana”: una serie di esperienze reali, come il banchetto, il matrimonio, la magistratura, il viaggio su carro, la vita militare e il sacrificio, che, alla pari del mito, possono andare a rivestire significati più profondi, e che, volendo glorificare la vita e la posizione sociale dei defunti, hanno come requisito fondamentale un ampio uso del ritratto. Il frequente uso del ritratto sui monumenti di carattere funerario risponde ad un marcato cambiamento nel gusto dei committenti che a cominciare dall’età severiana e in particolare attorno al decennio 220-230. Si tratta di un processo definito dagli studi germanici “Entmythologisierung”, ovvero “demitologizzazione”, che comporta una progressiva ma decisa perdita d’importanza del mito, fino ad allora largamente apprezzato in questa tipologia di contesto.

## La testa di Balbino

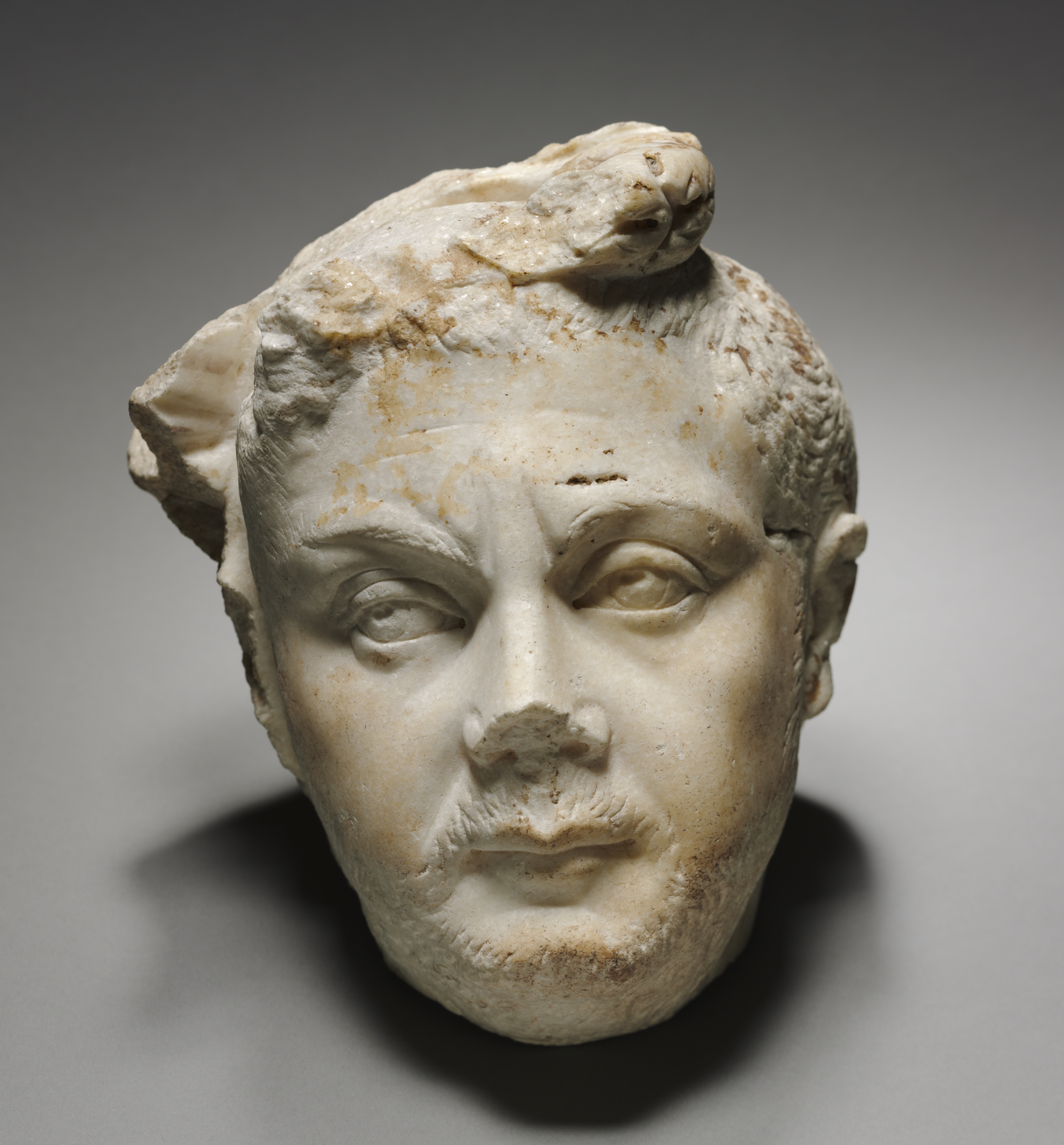
La testa di Cleveland

### Il riconoscimento
Al momento della ricomposizione dell’opera mancava anche la testa del personaggio maschile protagonista, assieme alla moglie, della scena di sacrificio. La sua individuazione è avvenuta per merito del Professor Hans Jucker, che, all’inizio degli anni sessanta del Novecento, la riconobbe fra i ritratti romani della collezione di Arte Classica del Cleveland Museum of Art.
Lo studioso svizzero rimase colpito da questo ritratto maschile per la qualità della lavorazione e per la possibilità che la corona d’alloro poggiata sul capo offriva di classificarlo come ritratto di imperatore romano.
Oltre alle caratteristiche stilistiche che collocavano il pezzo al secondo quarto del III secolo d.C., si notò subito come la testa non fosse lavorata come una scultura a tutto tondo, ma sembrasse un altorilievo, in origine unito a un fondo che rese possibile lasciare il lato sinistro del volto meno rifinito e con leggere distorsioni nelle proporzioni.
A questo punto, sospettando che il ritratto di Cleveland potesse corrispondere alla testa mancante di quello che allora era chiamato “sarcofago dello Sposalizio”, ottenne il permesso di far realizzare un calco in gesso del reperto da portare a Roma.
Il 1º ottobre 1965, alla presenza del Direttore dell’Ufficio Tecnico Mario Santa Maria e della Soprintendente alle Antichità di Roma I Valnea Santa Maria Scrinari, il ritratto venne inserito in maniera quasi perfetta tra le fratture del sarcofago, confermando l’intuizione di Jucker.
Nonostante le ricerche di Jucker e dei Responsabili dell’Archivio del Museo di Cleveland non è stato possibile determinare come il frammento sia arrivato negli Stati Uniti. La documentazione disponibile ha mostrato che la testa era entrata a far parte delle collezioni del museo americano, assieme ad una testa maschile di età augustea e ad una femminile datata al I secolo d.C., già dal dicembre del 1925, ben quattro anni prima, dunque, che il resto del sarcofago finisse di essere riassemblato a Roma. 
È possibile che il frammento sia stato trafugato illegalmente in un momento compreso tra la scoperta dei reperti nelle gallerie di Pretestato e il loro trasferimento nel Museo delle Catacombe. È altrettanto probabile però che l’allontanamento del pezzo dal luogo di rinvenimento sia avvenuto molto tempo prima, in conseguenza di una pratica in atto dalla fine del mondo antico, cioè quella di ridurre in pezzi elementi architettonici e opere d’arte in marmo per poi trasferirli alle calcare dove sarebbero stati trasformati in calce da utilizzare nella produzione di malta. In questo caso, come testimonia la presenza di fratture sulle casse ottenute con l’utilizzo di strumenti appuntiti, esito di una frantumazione volontaria, e gli appunti di Pirro Ligorio che informano della dispersione dei reperti scultorei nell’area di Pretestato già nel XVI secolo, è possibile immaginare l’attività di cavatori che una volta intercettato il sarcofago ne avrebbero asportate delle porzioni, tra cui la testa, per rivenderle sul mercato antiquario.

### Analisi e dibattito interpretativo
La testa di Cleveland ha una misura di 19,3 cm in altezza, 16,3 cm in larghezza e 5,5 cm in spessore. I capelli corti e ispidi, resi con incisioni nella pietra, sono tipici della moda del III secolo, così come lo è la corta barba che ricopre il doppio mento del personaggio. Tali aspetti, uniti alla particolare severità dei lineamenti, hanno consentito agli esperti di attribuire il ritratto ad un periodo compreso tra il 235 e il 260 d.C.
L’identificazione come ritratto di imperatore si deve essenzialmente alla presenza di una corona d’alloro a cingere la testa, mentre la prima attribuzione a Balbino risale alle osservazioni di Jucker che notò stringenti analogie con una statua conservata al Museo Archeologico del Pireo e con monete sicuramente riferibili al sovrano.
Jucker fece realizzare un calco in gesso della testa ritrovata a Cleveland e la collocò nella parte mancante del volto del personaggio maschile nella scena di sacrificio presente sulla fronte del sarcofago. Tale lavoro non ha solo contribuito a restituire organicità all’opera, ma ha avuto anche un ruolo fondamentale nel confermare l’appartenenza del sepolcro ad un imperatore, come già sospettato dalla Gütschow nel 1938 in base alla presenza dello scettro con l’aquila nella mano sinistra della figura maschile nella scena di sacrificio
Sebbene questa sia oggi l’identificazione più comunemente accettata, parte della critica ritiene più plausibile riconoscere nell’uomo un generale appartenente al ceto equestre e non un senatore, come sicuramente fu Decimo Celio Calvino Balbino. Le somiglianze con i ritratti dell’imperatore, quindi, denuncerebbero soltanto il ricorso a formule in voga nel III secolo, nelle quali non si devono cercare delle rispondenze fisionomiche reali con l’imperatore del 238 d.C.